# Serie del duca di Buckingham
La Serie del Duca di Buckingham è un ciclo di teleri dipinti da Paolo Veronese e la sua bottega nel nono decennio del XVI secolo. Furono acquistati a Venezia nel 1595 da Charles de Croy, poi duca d'Aarschot, e trasferiti nel suo castello di Beaumont. La denominazione con cui è noto il ciclo deriva dal titolo nobiliare di George Villiers, primo Duca di Buckingham, che ad inizio del Seicento ne divenne proprietario.

## Storia
Del ciclo, composto di dieci grandi tele dedicate a temi dell'Antico e del Nuovo Testamento, sono ignote sia l'ubicazione originaria sia la causa della rimozione e vendita già in epoca prossima alla sua messa in opera.
La serie è oggi suddivida tra la National Gallery of Art di Washington (Rebecca al pozzo), la Národní galerie di Praga (Adorazione dei pastori e La lavanda dei piedi) e il Kunsthistorisches Museum di Vienna, dove sono conservate le restanti sette tele.

## Descrizione
Le singole tele, pur tutte attribuibili alla ideazione del Veronese, mostrano evidenti differenze qualitative di esecuzione (talora individuabili anche all'interno dello stesso dipinto). 
I temi cui sono dedicate le singole tele che compongono la serie sono i seguenti:
- Lot e le sue figlie abbandonano Sodoma
- Agar nel deserto
- Ester ed Assuero
- Rebecca al pozzo
- Susanna e i vecchioni
- Gesù e la samaritana
- Cristo e l'adultera
- Gesù e il centurione
- Adorazione dei pastori
- La lavanda dei piedi

Anche il complessivo significato del ciclo, ed in particolare quale nesso colleghi i singoli episodi vetero e neotestamentari raffigurati, è questione sulla quale non si è giunti a conclusioni condivise.

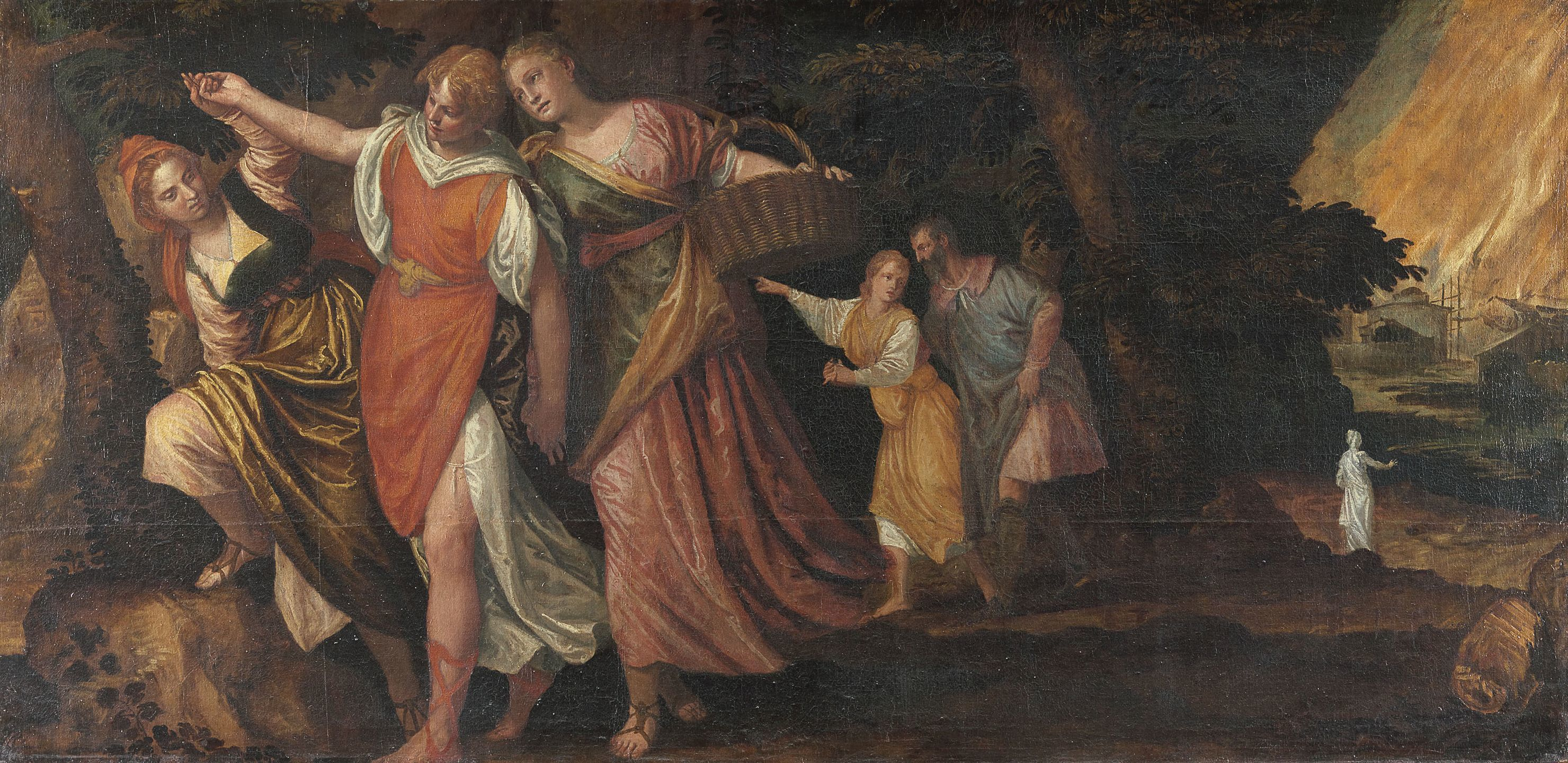
Lot e le figlie fuggono da Sodoma, Kunsthistorisches Museum, Vienna
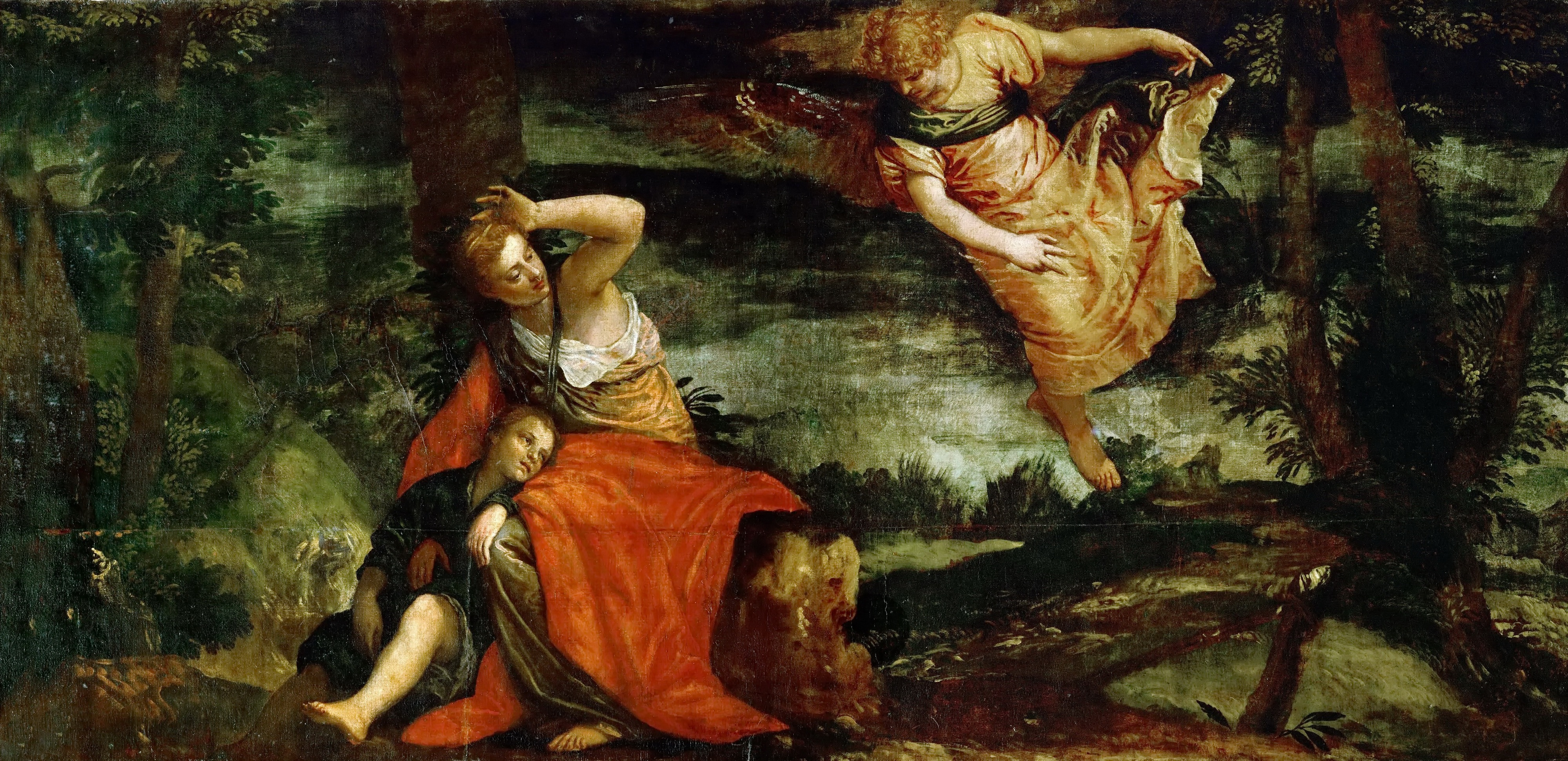
L'angelo appare ad Agar nel deserto, Kunsthistorisches Museum, Vienna
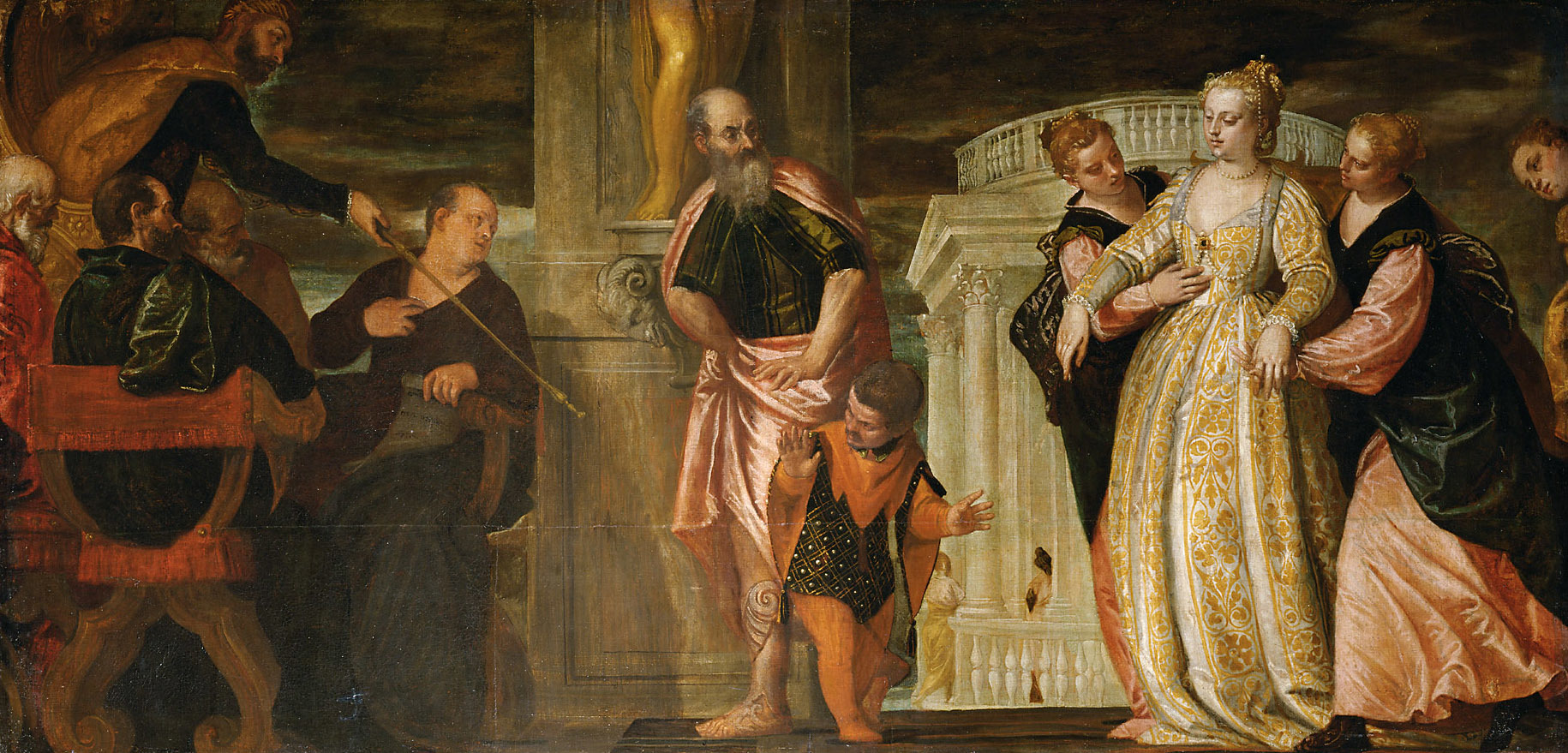
Ester e Assuero, Kunsthistorisches Museum, Vienna
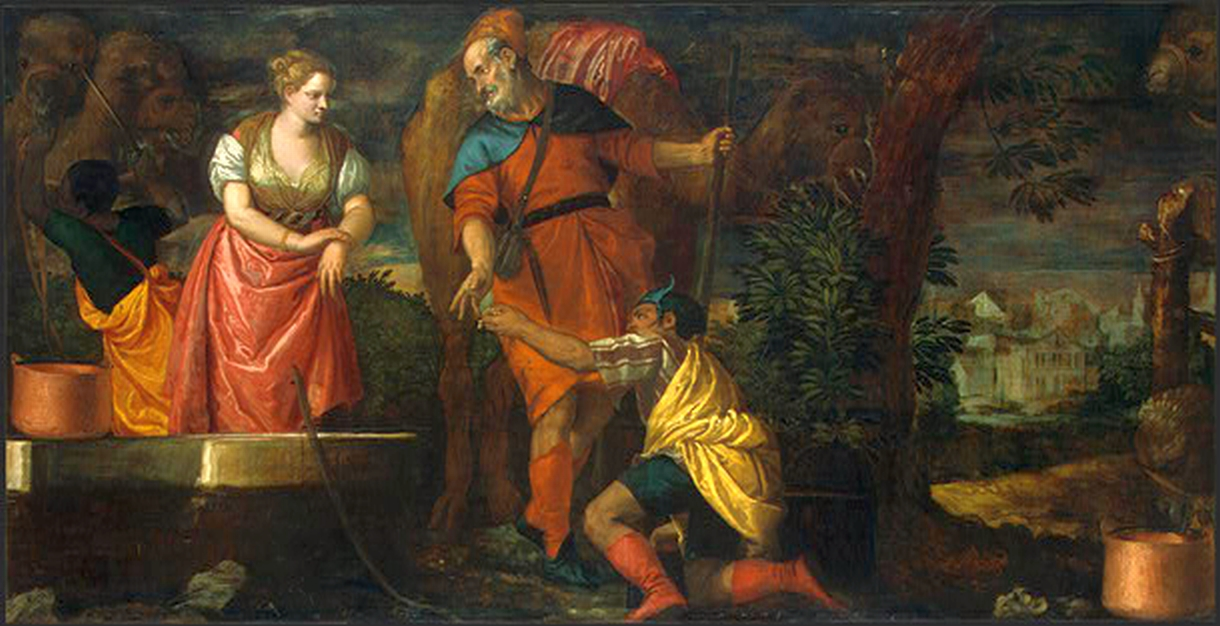
Rebecca al pozzo,  National Gallery of Art, Washington
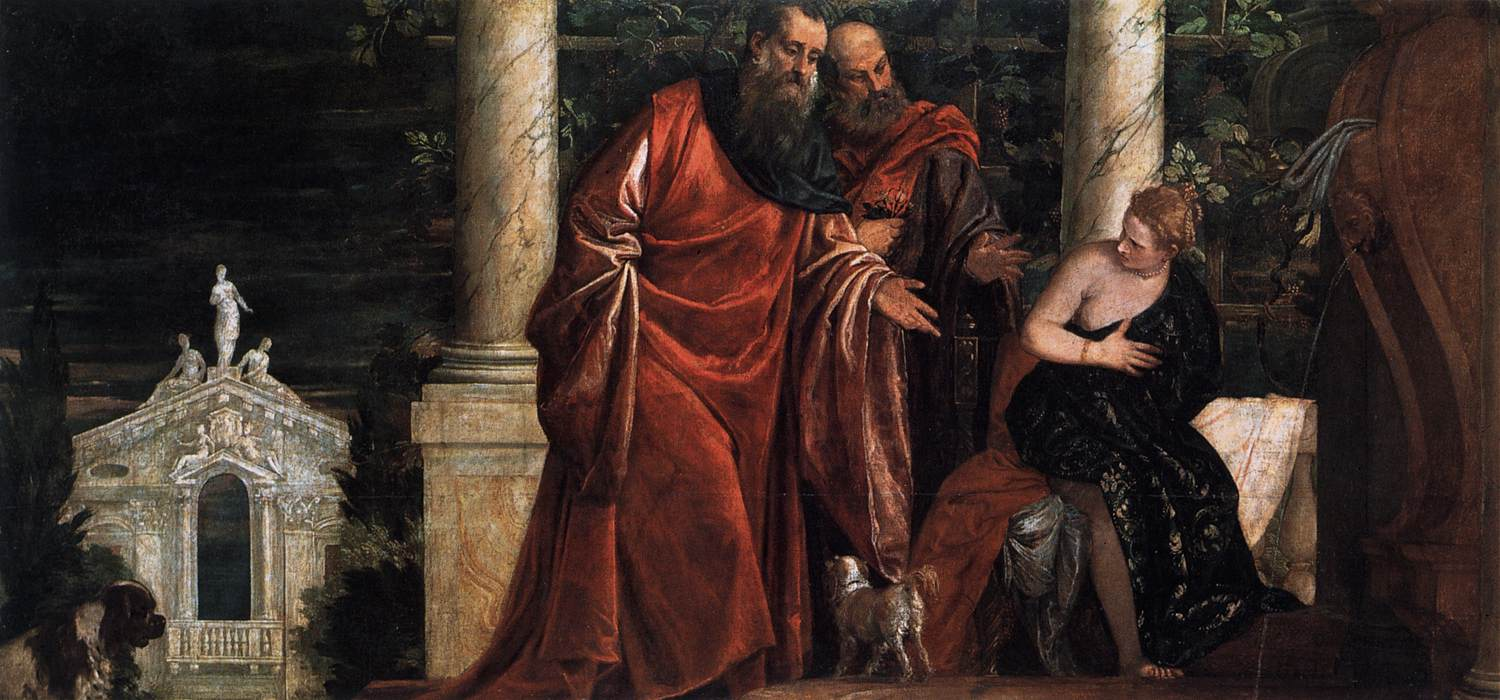
Susanna e i vecchioni, Kunsthistorisches Museum, Vienna
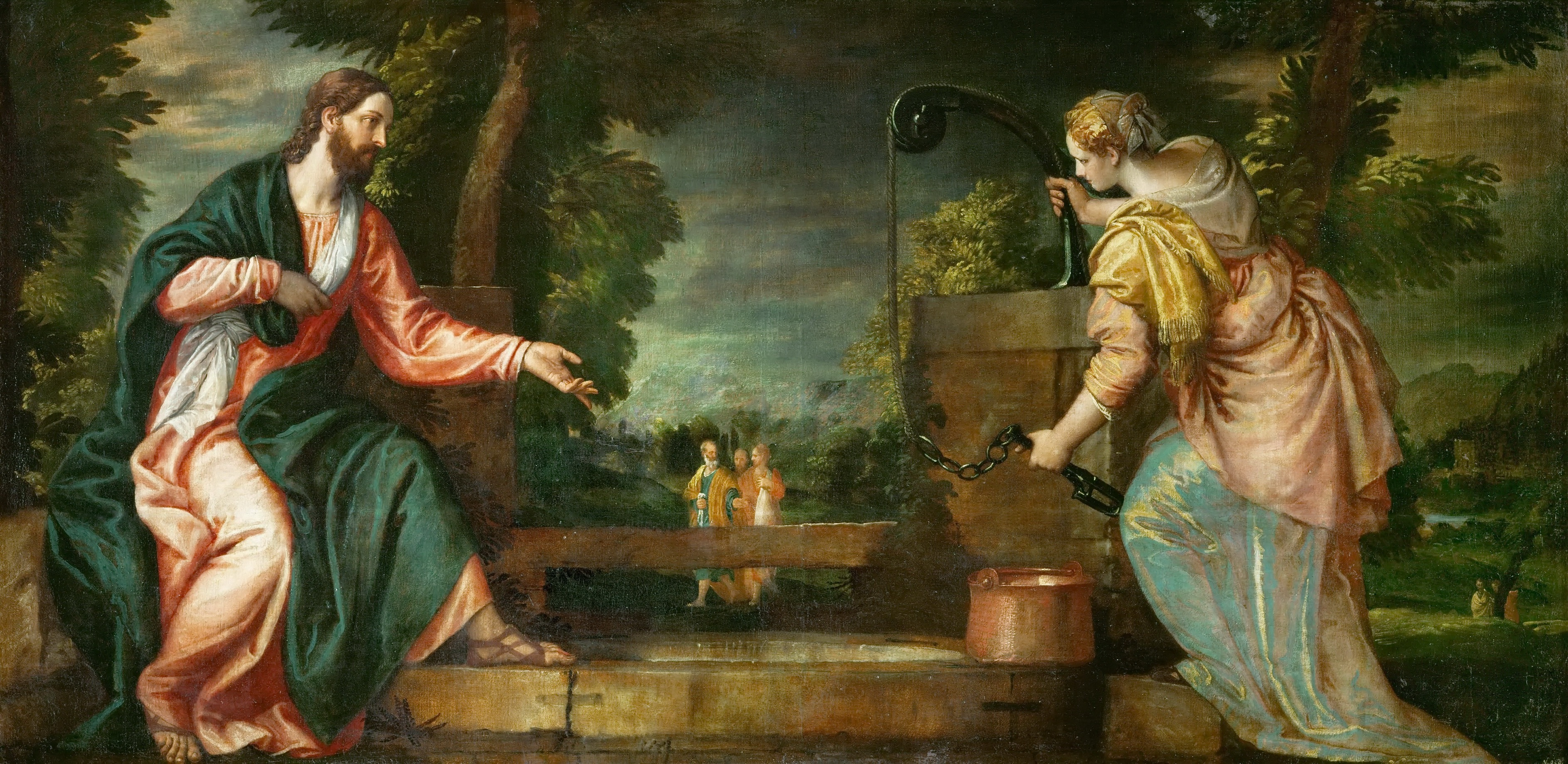
Gesù e la Samaritana, Kunsthistorisches Museum, Vienna
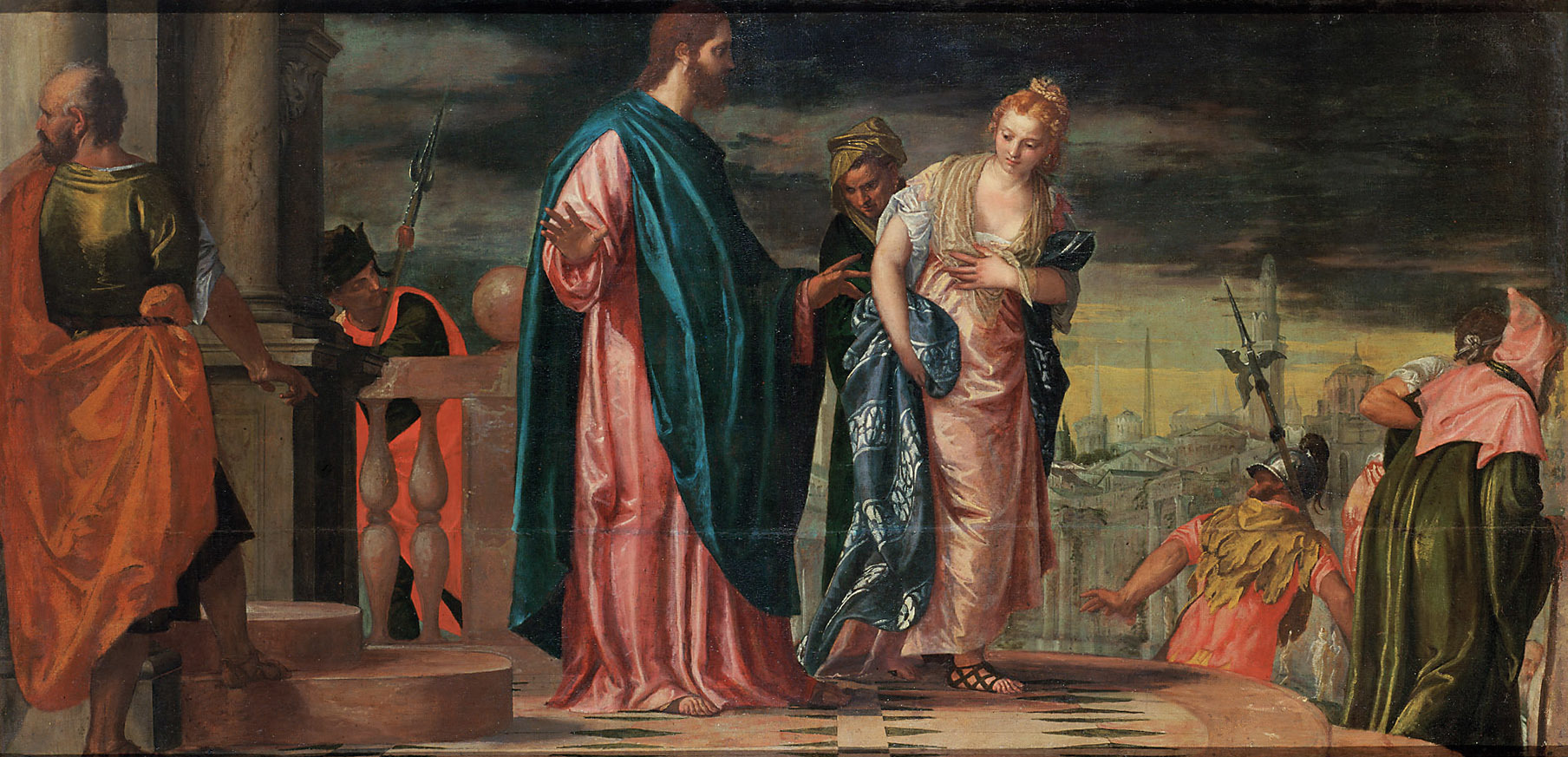
Gesù e l'adultera, Kunsthistorisches Museum, Vienna
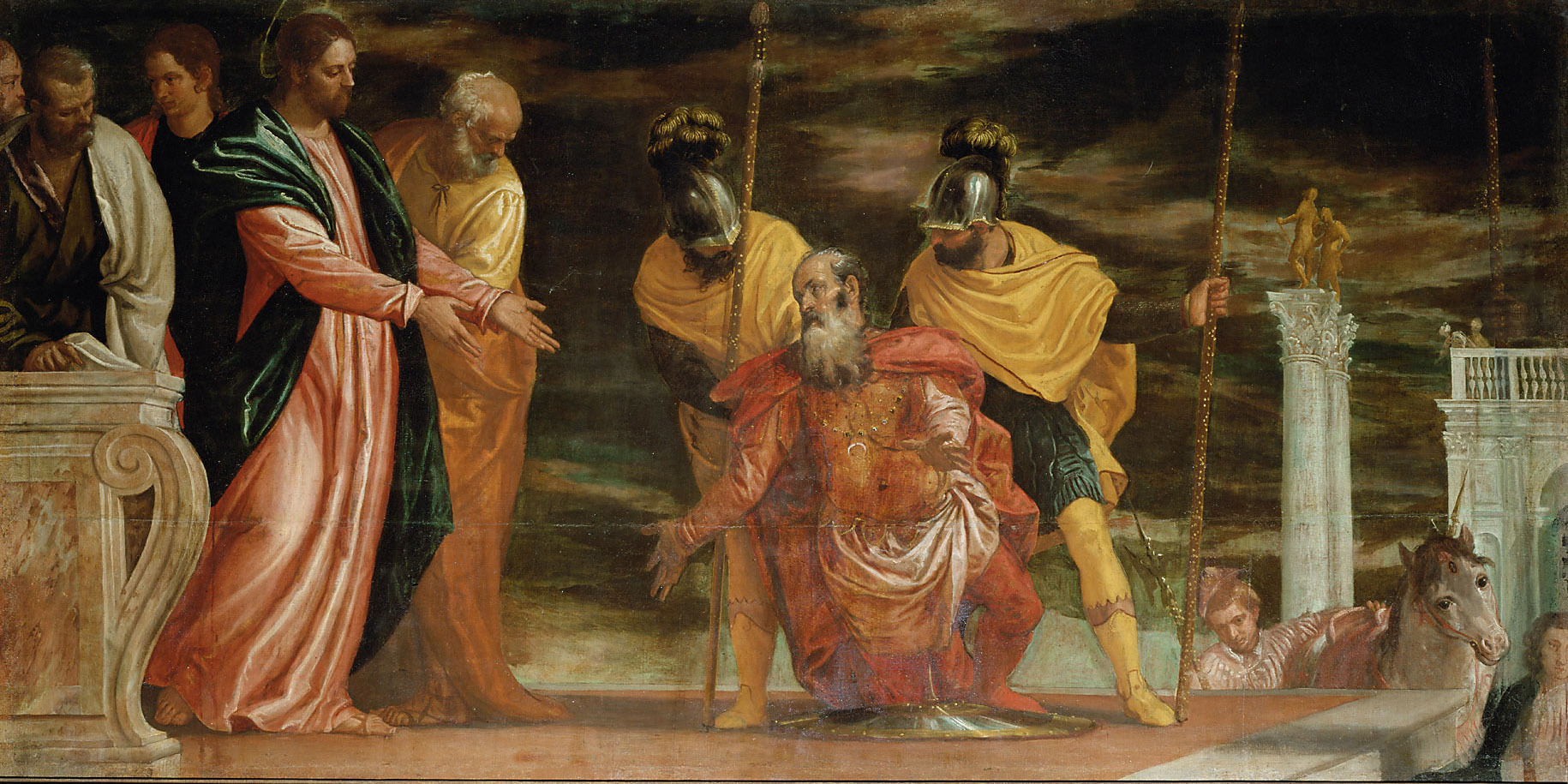
Gesù e il centurione, Kunsthistorisches Museum, Vienna
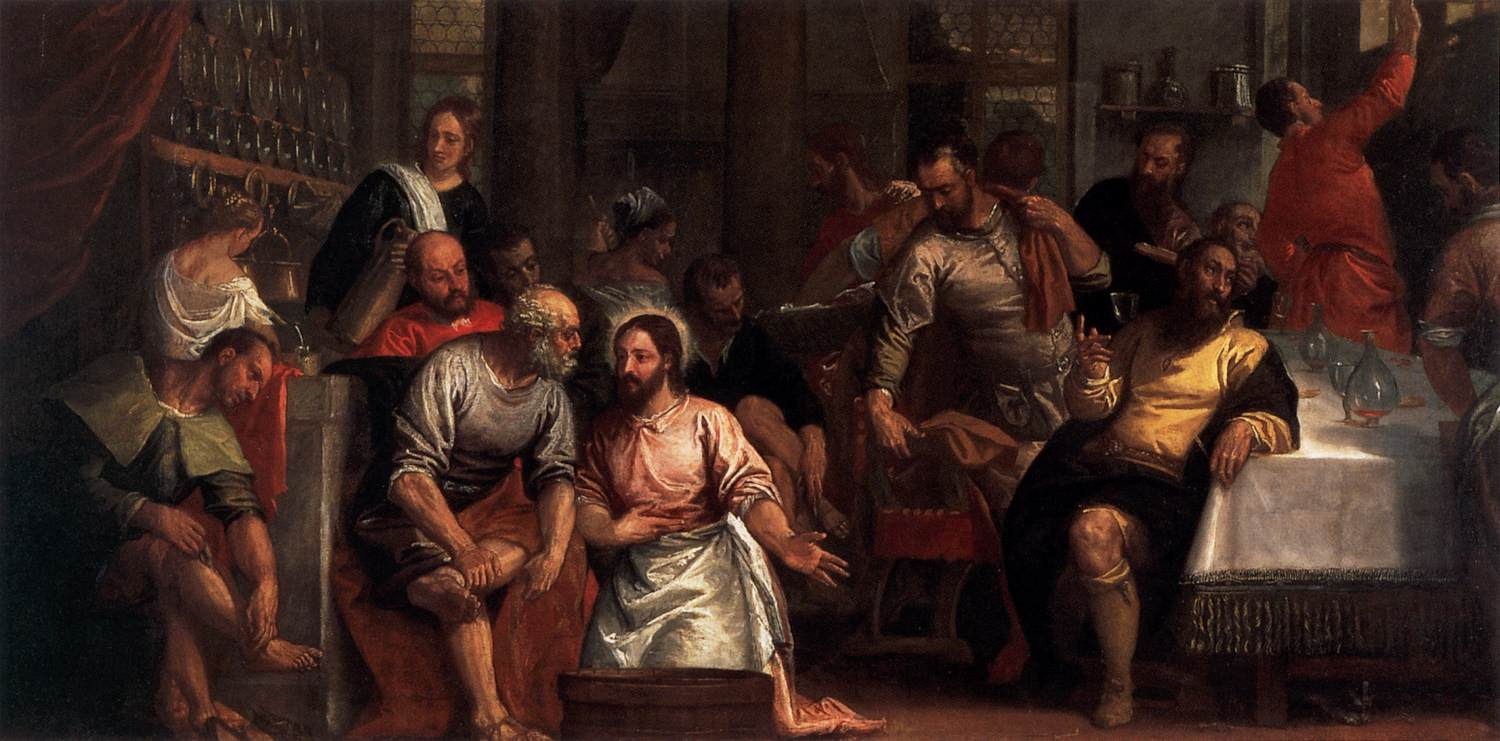
La lavanda dei piedi, Národní Galerie, Praga